# تپه قلعه کهنه بیمرز
تپه قلعه کهنه بیمرز مربوط به قرن ۸ ه.ق تا دوره قاجاریه است و در شهرستان سربیشه، بخش مود، دهستان نهارجان، جنوب روستای بیمرز واقع شده و این اثر در تاریخ ۸ بهمن ۱۳۸۵ با شمارهٔ ثبت ۱۷۰۶۰ به عنوان یکی از آثار ملی ایران به ثبت رسیده است.